# František Drašner

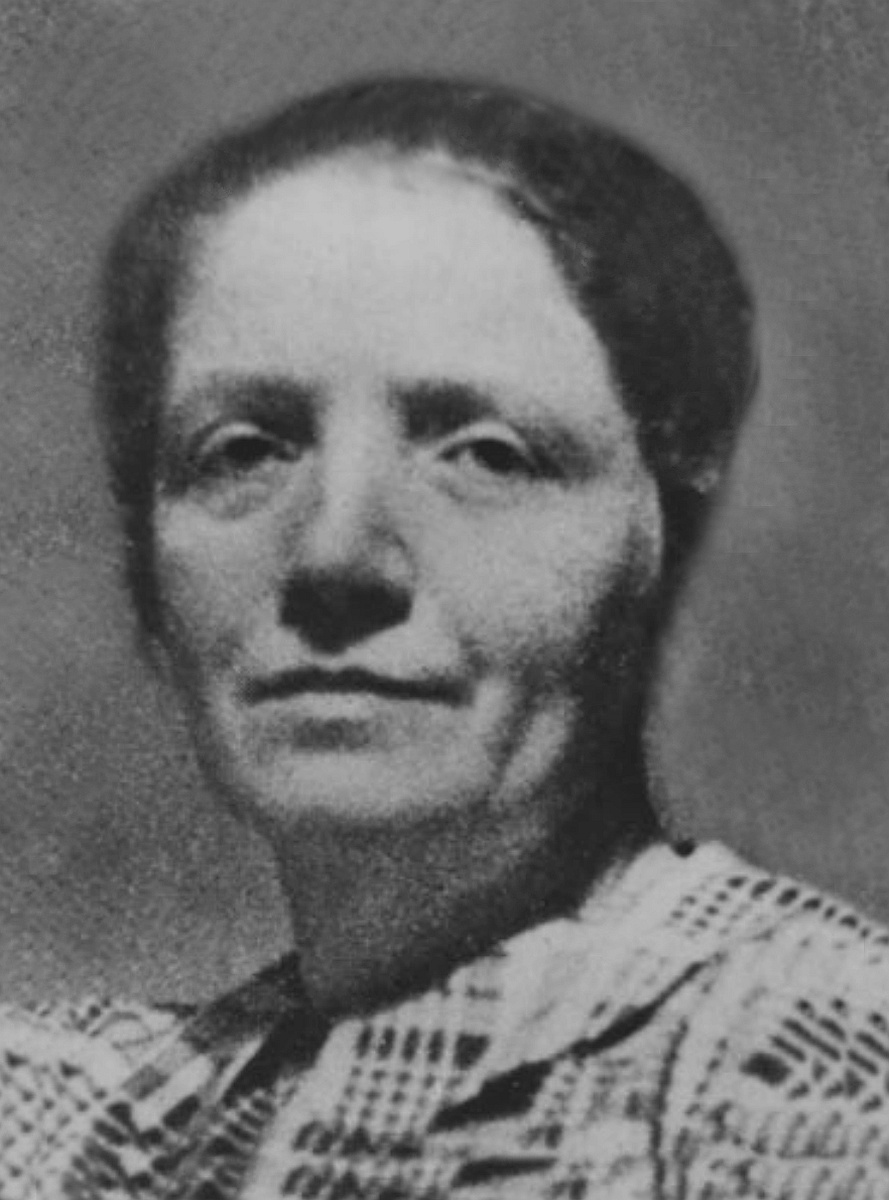
Jeho manželka Vilemína Drašnerová rozená Hurdálková

František Drašner (1. srpna 1896 Vamberk – 24. října 1942 koncentrační tábor Mauthausen) byl za první světové války příslušníkem československých legií na Rusi, po vzniku protektorátu se on i jeho manželka Vilemína Drašnerová zapojili do domácí protiněmecké rezistence a v rámci spolupráce s Ústředním vedením odboje domácího (ÚVOD) se posléze zařadili mezi významné členy této ilegální zastřešující odbojové organizace.

## Život
František Drašner se narodil 1. srpna 1896 ve Vamberku do rodiny Antonína Drašnera a jeho manželky Marie Drašnerové. Po pěti třídách obecné školy absolvoval 3 třídy měšťanské školy a dva roky pokračovací školy. Původní profesí byl sice krejčí, ale po návratu z bojů první světové války na východní frontě a až do konce svého života byl poštovním úředníkem. Za protektorátu vykonával funkci vrchního kancelářského správce ředitelství pošt.

### První světová válka
Po absolvování prezenční služby u 18. pěšího pluku rakousko-uherské armády narukoval v hodnosti vojína k téže jednotce a s ní pak byl odvelen na ruskou frontu. Jako vojín 18. pěšího pluku rakousko-uherské armády padl na západní Ukrajině 22. září 1915 do zajetí u města Luck. Přihlášku do řad příslušníků československých legií na Rusi podal František Drašner v Kyjevě 15. května 1917 a do 5. střeleckého pluku byl zařazen v hodnosti vojína počínaje tímto datem. Jeho působení v československých legiích bylo ukončeno formálně demobilizací ke dni 17. května 1921. Legie tak opustil po čtyřech letech coby vojín 5. střeleckého pluku.

### Odboj
Za protektorátu byl členem Jednoty bratrské, pracoval jako poštovní úředník, byl ženat Vilemínou Drašnerovou (rozenou Hurdálkovou; * 1. května 1897 – 24. října 1942 KT Mauthausen) a manželé společně bydleli v Praze–Holešovicích v ulici V Háji 1243/35.
V domácím odboji manželé Drašnerovi, společně s jejich synem Františkem Drašnerem mladším (* 2. května 1923 – 24. října 1942 KT Mauthausen), spolupracovali s čelnými představiteli (docent Vladimír Krajina, JUDr. Rudolf Mareš) Ústředního vedení odboje domácího (ÚVOD). ÚVOD fungoval jako zastřešující ilegální odbojová centrála a František Drašner (krom jiného) vykonával pro tuto organizaci funkci spojky. Holešovický byt manželů Drašnerových sloužil do poloviny června 1942 také jako významný ilegální úkryt pro mnohé odbojáře z ÚVODu.
Oba výše uvedené muže také Drašnerovi ukrývali ve svém bytě a Vladimír Krajina, který se v bytě Drašnerových ukrýval již v létě 1941, přečkal ukryt na římse okna u Drašnerových dokonce i policejní razii, která se uskutečnila v noci po atentátu na Reinharda Heydricha (tedy z 27. května na 28. května 1942).

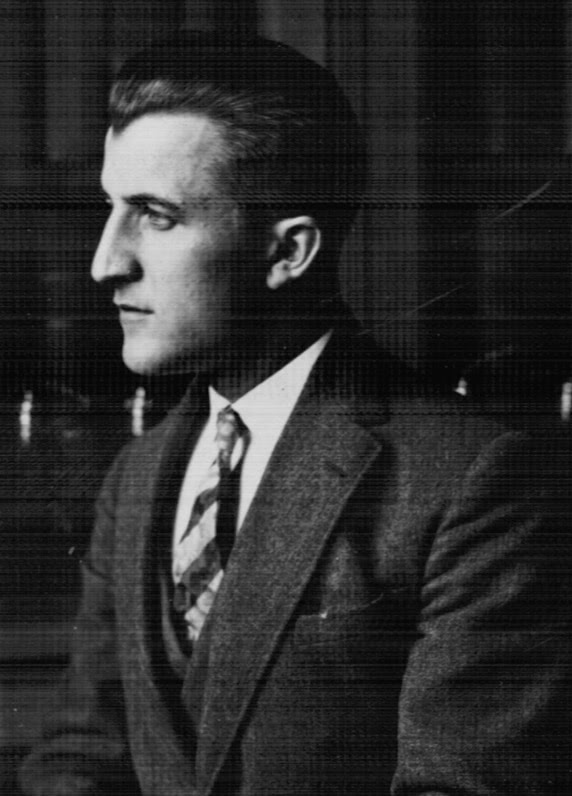
Vladimír Krajina
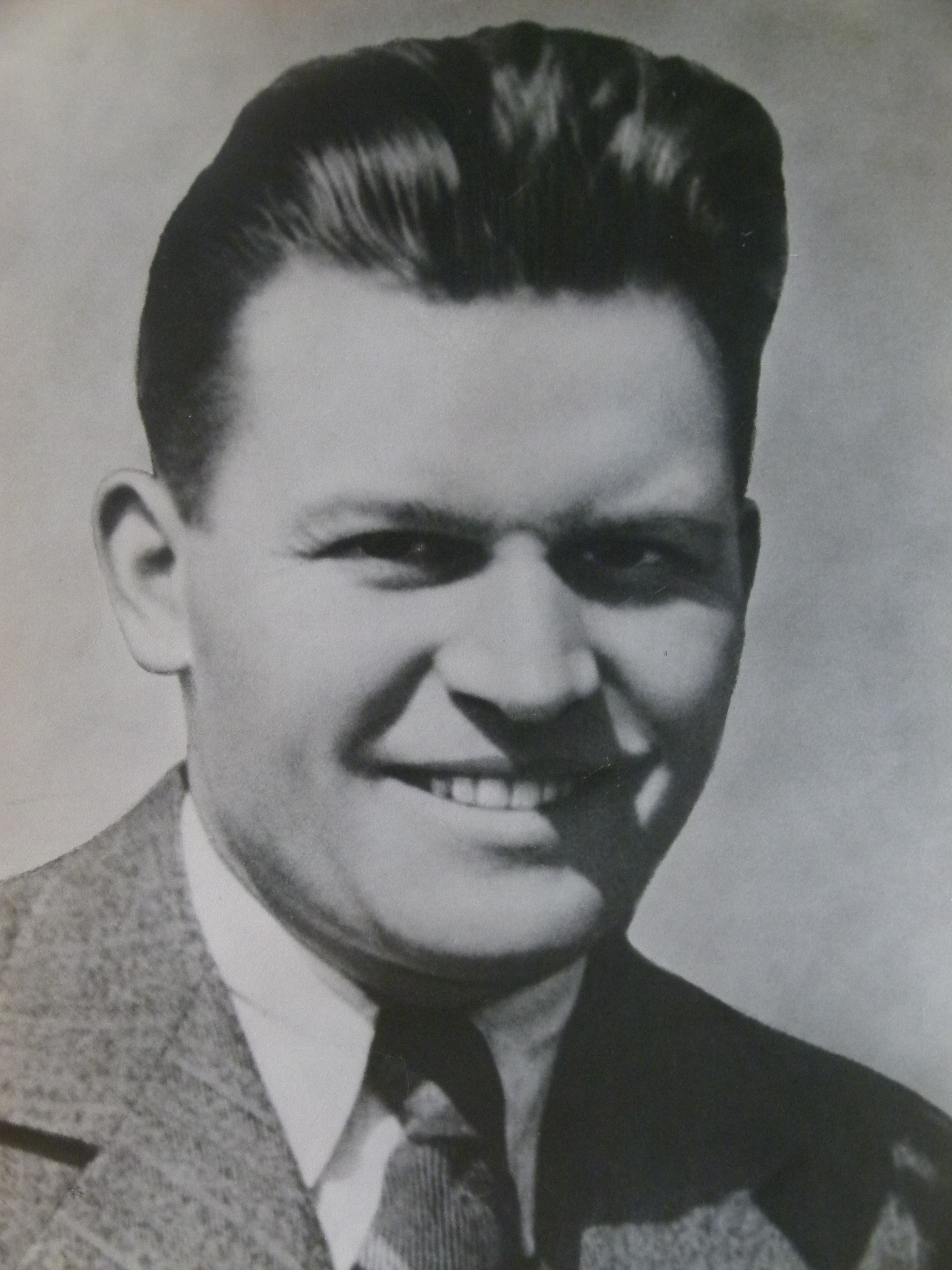
Rudolf Mareš

O svém ilegálním pobytu u Drašnerových se zmiňoval i ve svých poválečných vzpomínkách docent Vladimír Krajina. Ještě před vykonáním atentátu na Reinharda Heydricha se dne 9. května 1942 v noci sešli a chodili holešovickými ulicemi s Vladimírem Krajinou i člen ÚVODu Jaroslav Valenta; velitel paravýsadku Silver A nadporučík Alfréd Bartoš a oba členové paravýsadku Anthropoid rotmistři pěchoty Jozef Gabčík a Jan Kubiš. Vladimír Krajina se na tomto setkání snažil vysvětlit parašutistům svoje argumenty hovořící proti útoku na zastupujícího říšského protektora. Vzhledem k vojenskému charakteru celé operace se ale parašutisté nedali přesvědčit, aby od provedení atentátu ustoupili. Nakonec Vladimír Krajina odešel z této schůzky do místa svého ilegálního pobytu tedy do holešovického bytu manželů Františka a Vilemíny Drašnerových v ulici V Háji 1243/35.

Účastníci Krajinovy noční schůzky v Holešovicích
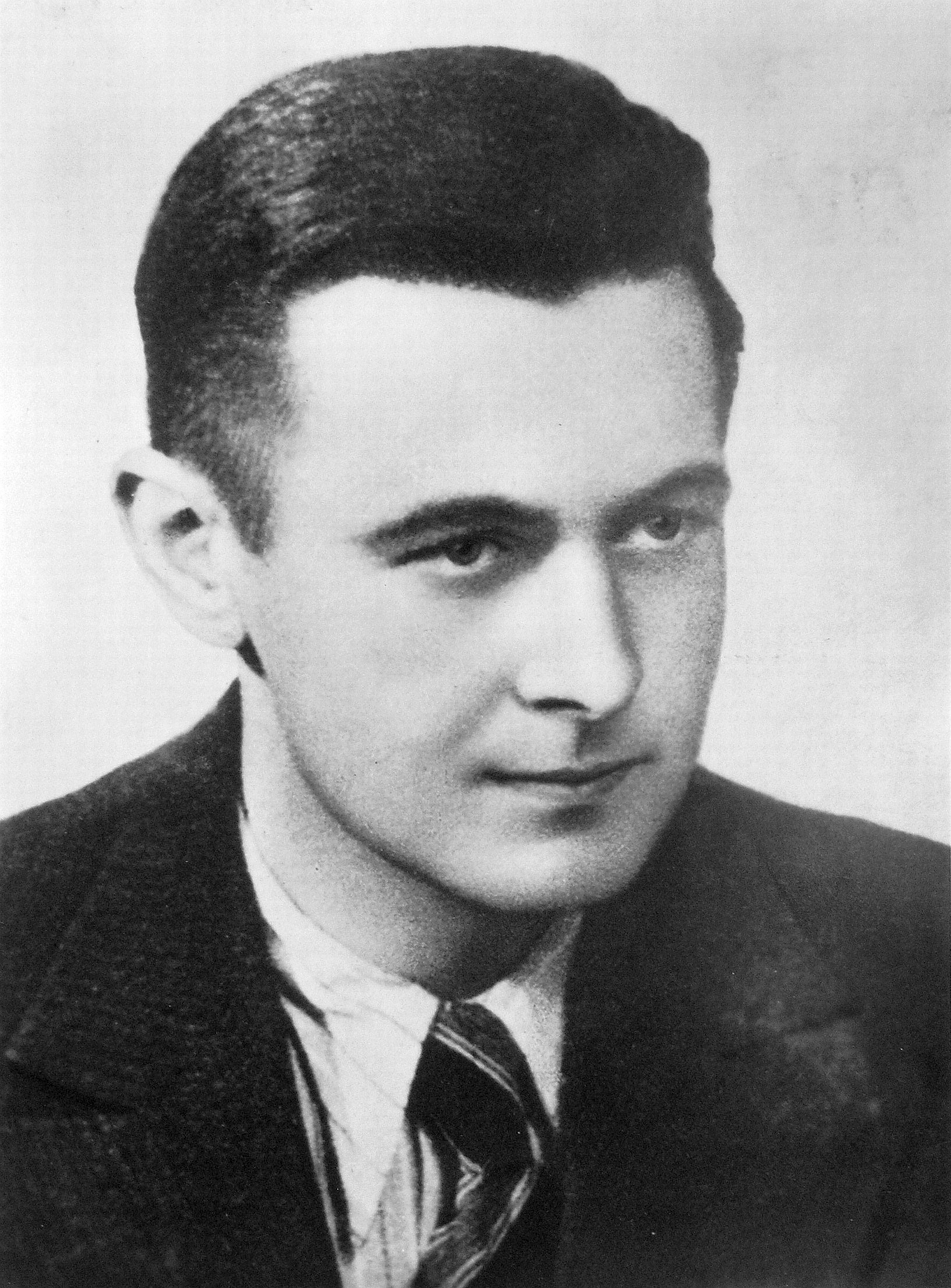
Jaroslav Valenta
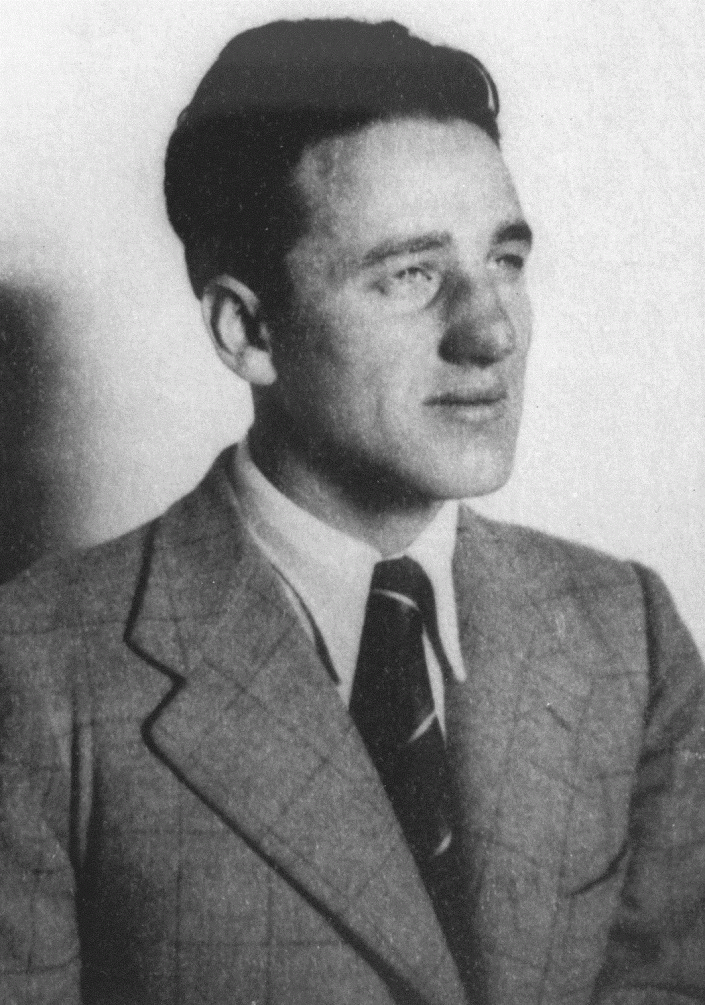
Alfréd Bartoš
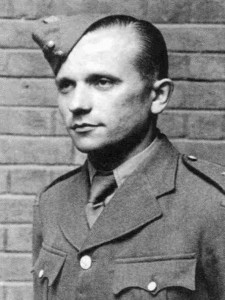
Jozef Gabčík
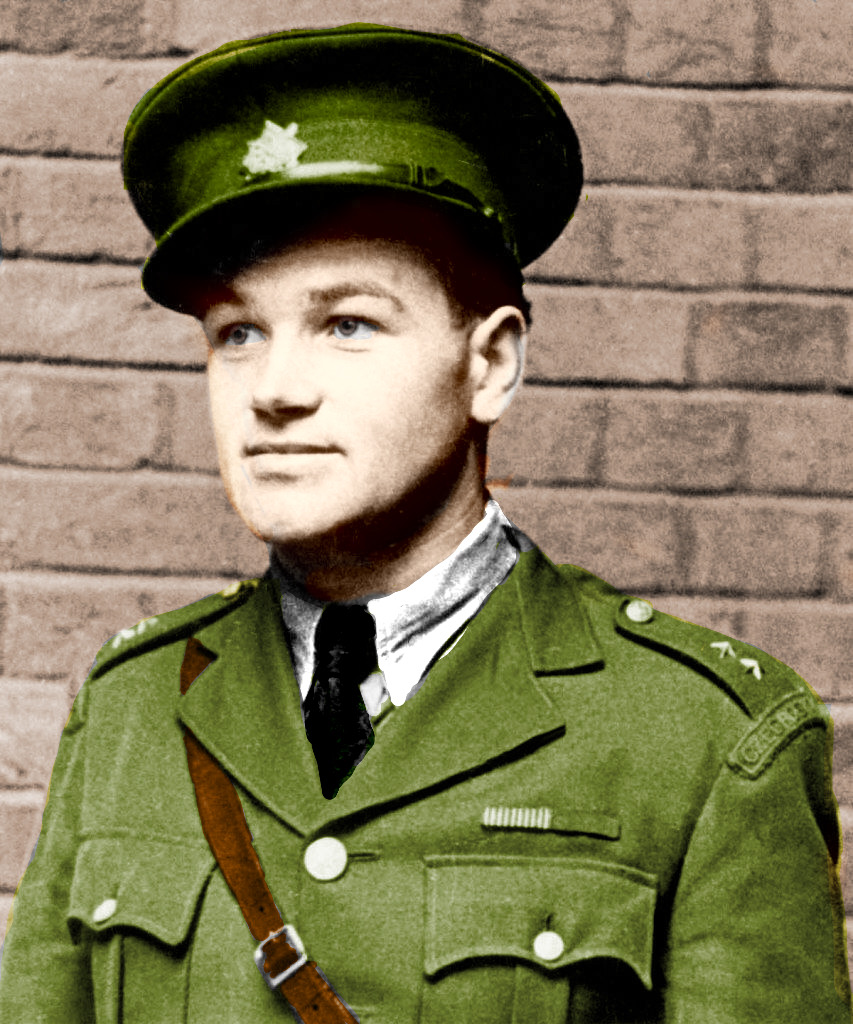
Jan Kubiš

### Zatčení, věznění, ...
Významná odbojářka a členka ÚVODu Vilemína Drašnerová byla zapojena do podpůrné sítě parašutistů a do sítě docenta Vladimíra Krajiny. Byla zatčen jako první z rodiny a to 19. srpna 1942. O své odbojové činnosti začala vypovídat teprve po sérii zostřených (brutálních) výslechů a pod pohrůžkami, že budou zabiti členové její rodiny. Následující den (20. srpna 1942) pak byl zatčen její syn František Drašner mladší.
Františka Drašnera zatklo gestapo 20. srpna 1942. K trestu smrti Františka Drašnera odsoudil v nepřítomnosti německý stanný soud v Praze dne 5. září 1942. Stanný soud toho dne odsoudil k trestu smrti 8 podporovatelů doc. Vladimíra Krajiny. Kromě Vilemíny Drašnerové, jejího manžela Františka Drašnera a jejich syna Františka Drašnera mladšího byli mezi odsouzenými ještě:
- Karel Weiss (* 3. října 1887);
- Josef Čejka (* 30. října 1873);
- Jan Šourek (* 20. května 1892);
- Josef Kolda (* 9. dubna 1899) a
- Ivana Šmakalová.[7]

Někteří z odsouzených podporovatelů Vladimíra Krajiny
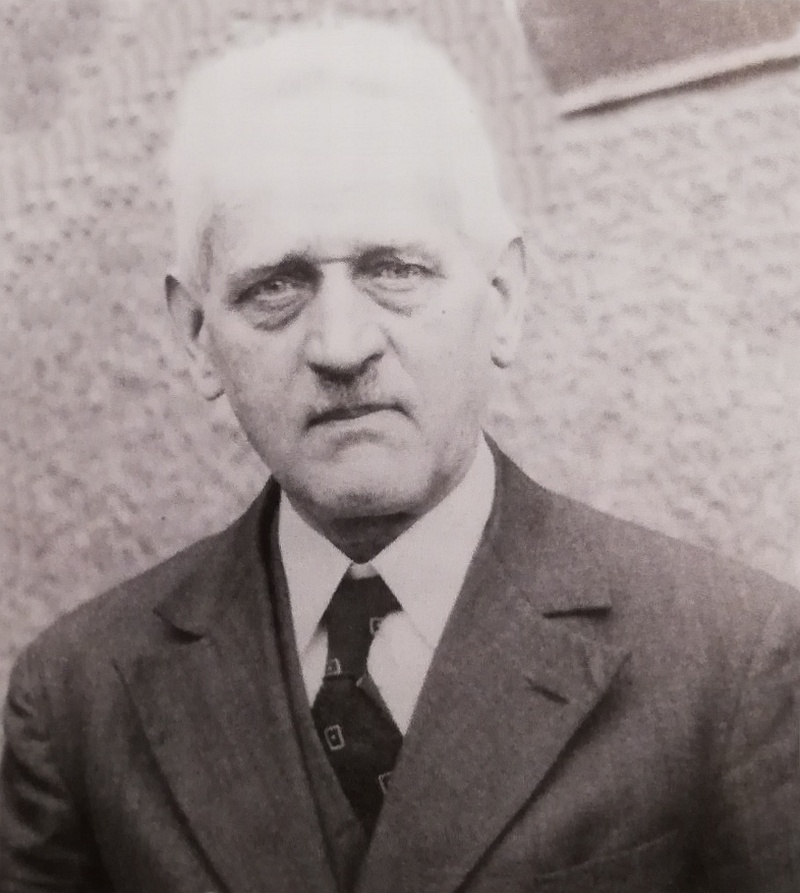
Josef Čejka
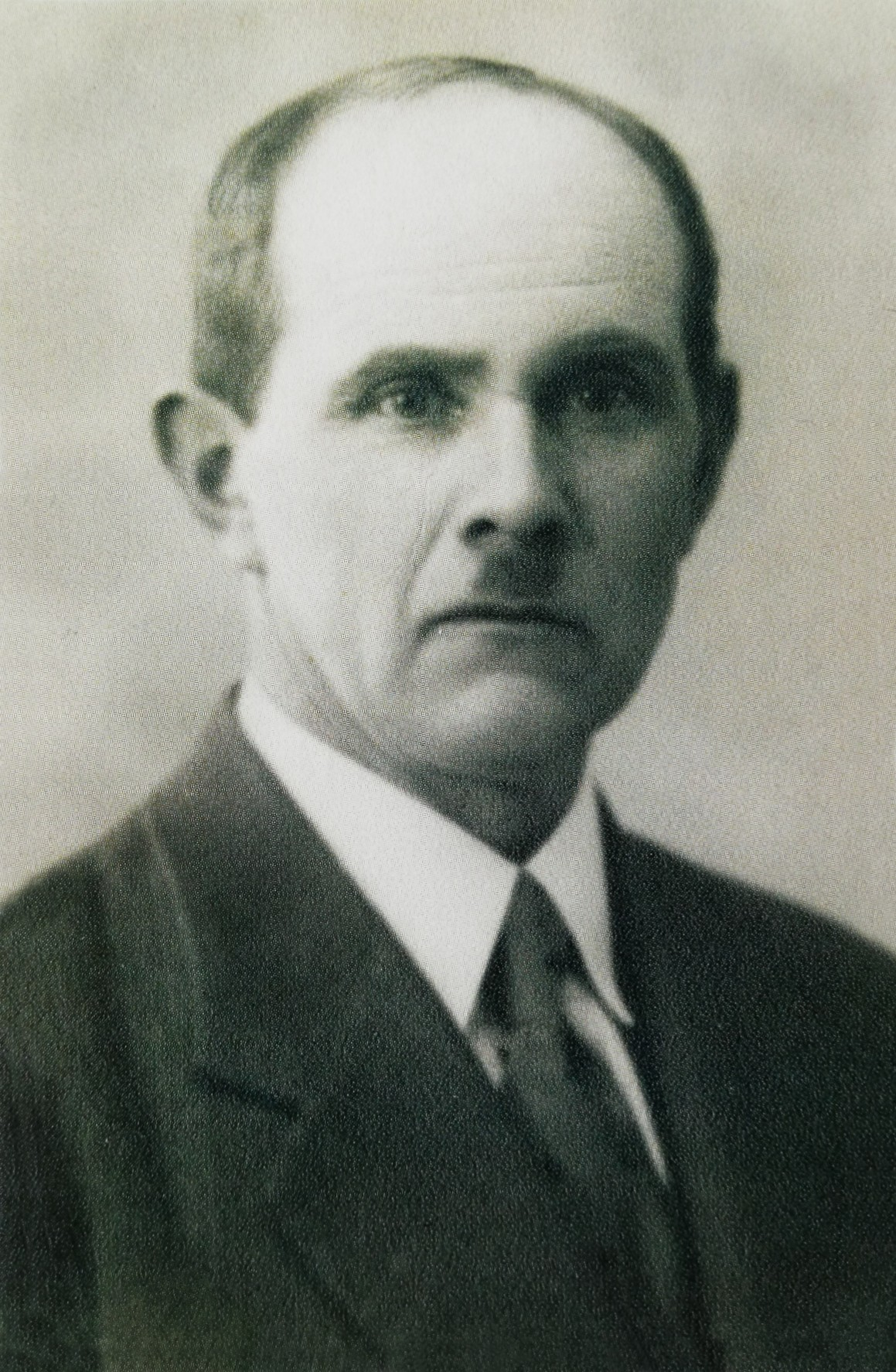
Jan Šourek
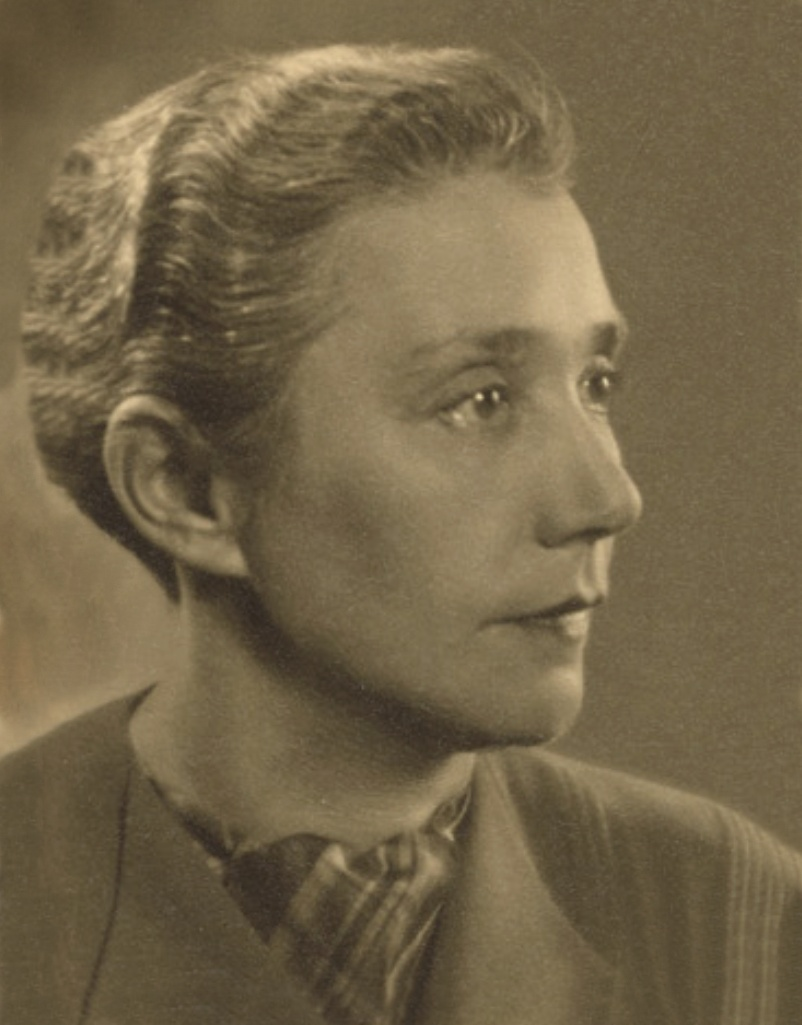
Ivana Šmakalová

Z německé policejní věznice v Praze na Pankráci byl František Drašner přemístěn 10. října 1942 do policejní věznice v Malé pevnosti Terezín. Odtud pak byl hromadným transportem s ostatními pomocníky (podporovateli) a příbuznými parašutistů deportován 22. října 1942 do koncentračního tábora Mauthausen. Tam transport dorazil 23. října 1942 a následujícího dne (24. října 1942) byl František Drašner zavražděn střelou z malorážní pistole do týla v odstřelovacím koutě mauthausenského „bunkru“ při fiktivní lékařské prohlídce v 14.10 hodin. Ve stejný den (a na stejném místě) byla zavražděna i jeho manželka a syn.

## Připomínky

### Pomník v Resslově ulici v Praze
- Jeho jméno (Drašner František *1.8.1896) i jméno jeho manželky (Drašnerová Vilemína roz. Hurdálková *1.5.1897) a jejich syna (Drašner František *2.5.1923) jsou uvedena na pomníku při pravoslavném chrámu svatého Cyrila a Metoděje (adresa: Praha 2, Resslova 9a). Pomník byl odhalen 26. ledna 2011 a je součástí Národního památníku obětí heydrichiády.[13][14][15]

### Pamětní deska ve vchodové chodbě
Ve „výklenku“ (vchodové chodbičce) nahoře nalevo od vchodu do domu na adrese V Háji 1243/35, 170 00 Praha 7 - Holešovice je umístěna pamětní deska, která připomíná oběti druhé světové války:
- Poštovního úředníka Františka Kohouta (* 19. července 1923 Kolín), který padl 5. května 1945 při pražském květovém povstání v bojích na Staroměstském náměstí;
- Františka Drašnera (* 1896), Vilemínu Drašnerovou (* 1897) a jejich syna Františka Drašnera mladšího (* 1923), kteří zahynuli v roce 1942 v koncentračním táboře Mauthausen.[16][17]

Na pamětní desce je nápis: V TOMTO DOMĚ ŽILI / FRANTIŠEK KOHOUT / POŠT. ÚŘEDNÍK / * 19/VII 1923 V KOLÍNĚ/ PADL ZA SVOBODU 5/V 1945 NA STAROMĚSTSKÉM NÁM. / MANŽELÉ DRAŠNEROVI/ A JEJICH SYN FRANTIŠEK / POPRAVENI BYLI R. 1942 V MAUTHAUSENU / ČEST BUDIŽ JEJICH PAMÁTCE!

### Pamětní deska na vnějším plášti
Na vnějším plášti vlevo od vchodu do domu na adrese V Háji 1243/35, 170 00 Praha 7 - Holešovice je umístěna kovová pamětní deska s následujícím nápisem: PAMÁTCE LEGIONÁŘE / ZDE ŽILI HRDINOVÉ ČESKÉHO / ODBOJE ORGANISACE „ÚVOD“ / FRANTIŠEK DRAŠNER * 1.VIII.1896,  / VRCH. KANCEL. SPRÁVCE ŘED. POŠT, / VILEMÍNA DRAŠNEROVÁ * 1.V.1897, / FRANTIŠEK DRAŠNER * 2.V.1923, / POPRAVENÍ 24.X.1942 V MAUTHAUSENU. / PADLI, ABYCHOM ŽILI V SVOBODĚ.

Připomínky (pamětní desky)
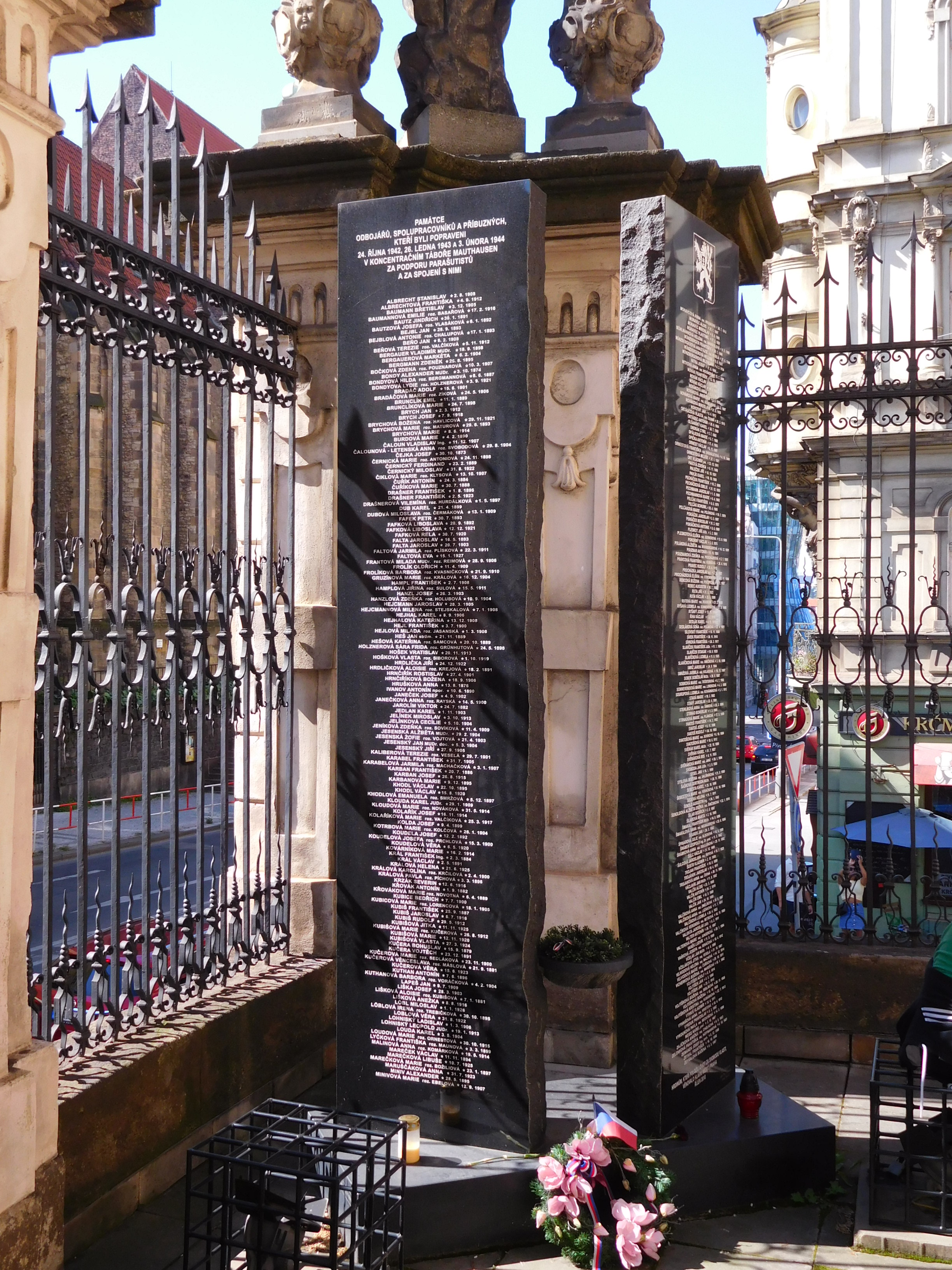
Pomník odbojářům popraveným a umučeným v souvislostí s operací Anthropoid (Resslova ulice)
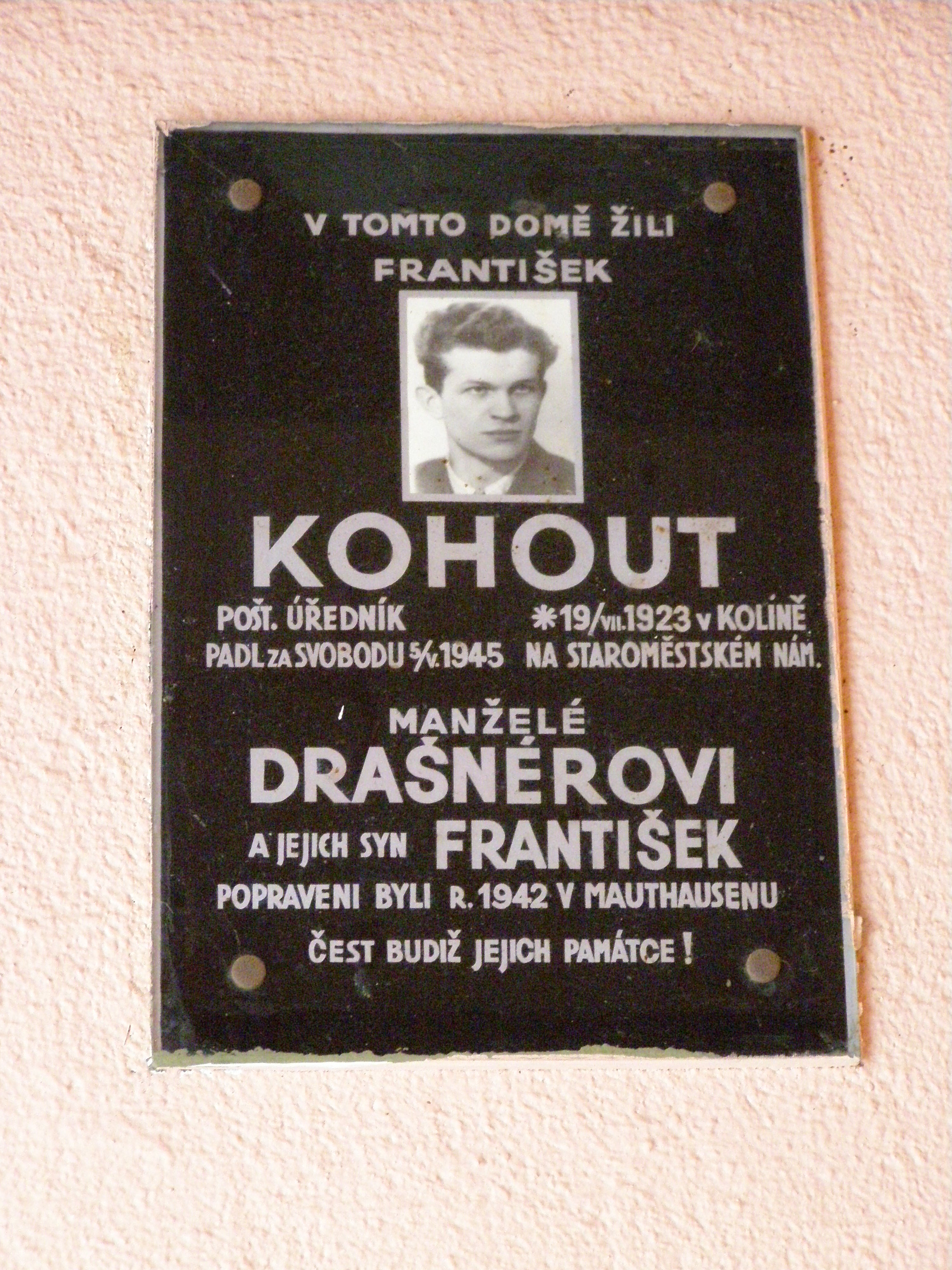
Pamětní deska ve „výklenku“ nahoře nalevo od vchodu do objektu na adrese: V Háji 1243/35, 170 00 Praha 7 - Holešovice
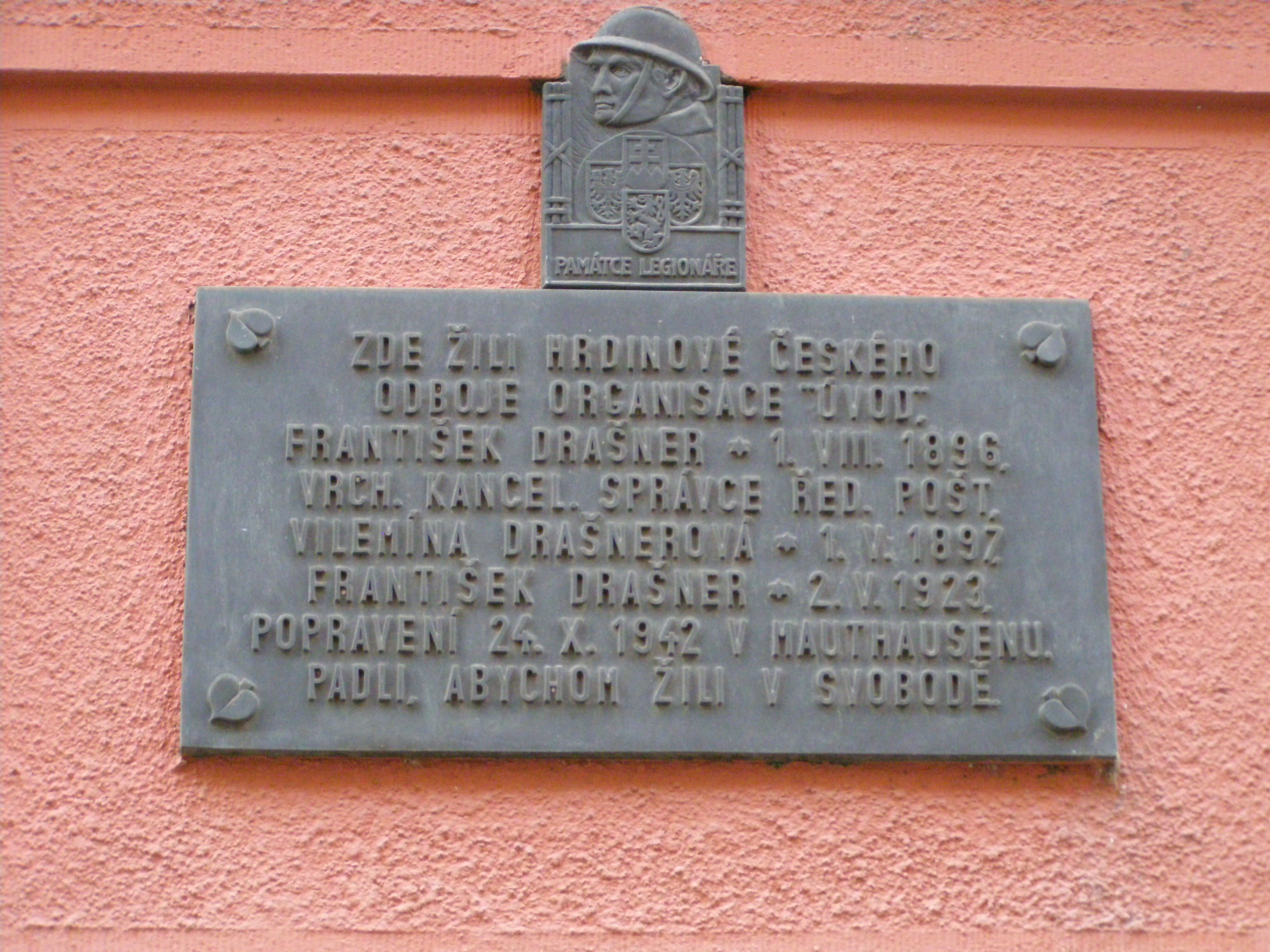
Pamětní deska na vnějším plášti objektu na adrese: V Háji 1243/35, 170 00 Praha 7 - Holešovice